# Teppo Mäkynen

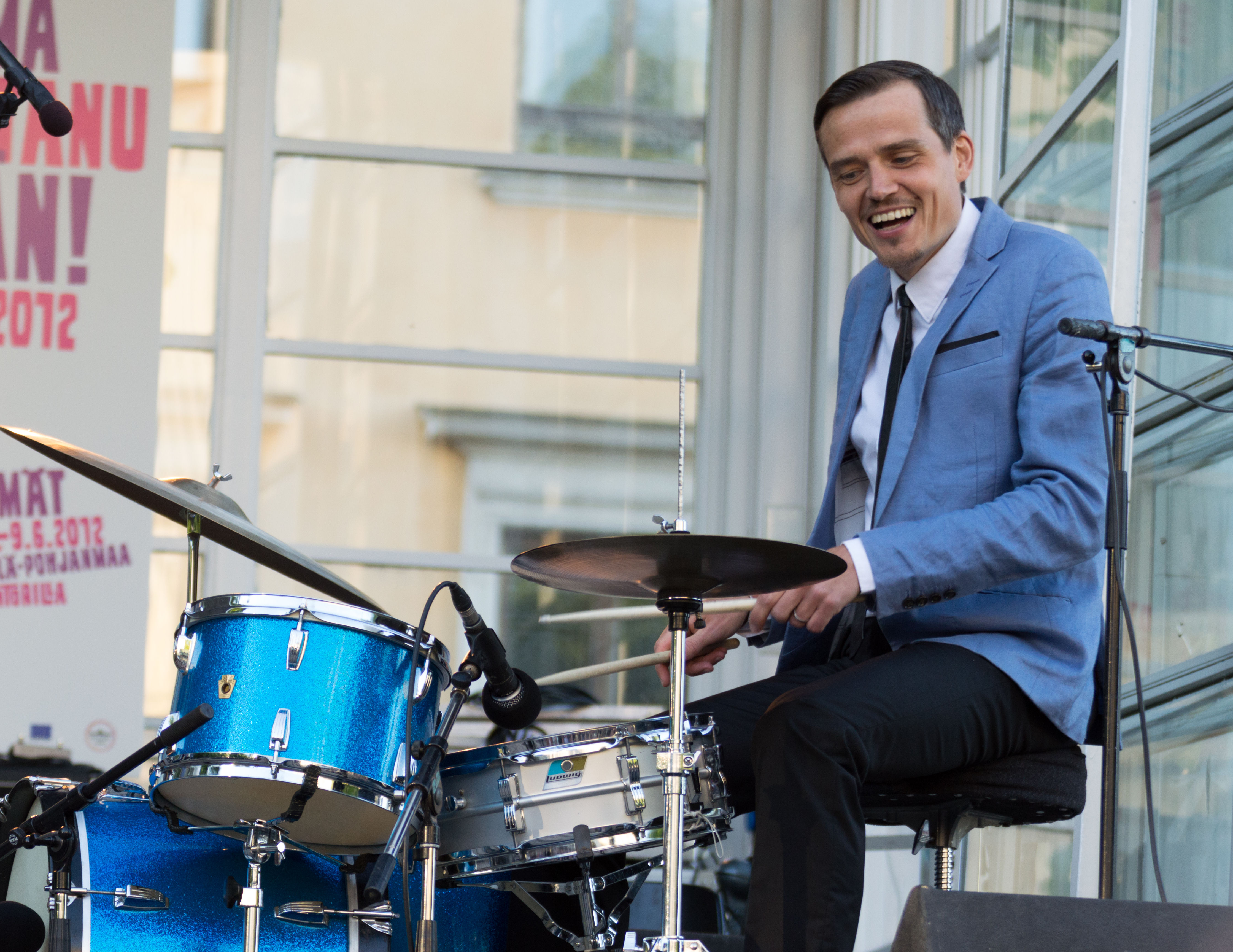

Teppo Mäkynen (* 9. Oktober 1974 in Turku) ist ein finnischer Jazzmusiker (Schlagzeug), DJ (unter den Namen DJ Zäppä bzw. Teddy Rok) und Musikproduzent.

## Leben und Wirken
Mäkynen, der in Salo aufwuchs, begann in der dortigen Musikschule Schlagzeug zu lernen, was er an der Musikgymnasium Kaustinen und am Konservatorium von Kokkola fortsetzte. Nachdem Mäkynen das Gymnasium abgeschlossen hatte, verbrachte er ein Jahr mit dem Musikstudium an der Kunsthochschule Orivesi, bevor er 1994 in die Jazzabteilung der Sibelius-Akademie aufgenommen wurde. Dort spielte Mäkynen in mehreren Gruppen seiner Kommilitonen, u. a. in Antti Rissanens Mr. Fonebone. Weiterhin spielte er im Quartett Coyote des Bassisten Ape Anttila, dem Quartett des Saxophonisten Manuel Dunkel, dem Ensemble Burn! des Keyboarders Pessi Levanto und seit 1997 in The Poppoo um den Saxophonisten Jukka Perko und den Vibraphonisten Severi Pyysalo. 1999 spielte er im Quartett des brasilianischen Tenorsaxofonisten Ivo Perelman mit dem irisch-schweizerischen Pianisten John Wolf Brennan und dem finnischen Bassisten Teppo Hauta-aho am Kerava Festival.
Mäkynen wurde von den Finnlandfestivals 2000 mit dem Preis für den Nachwuchskünstler des Jahres ausgezeichnet. Auf Jarmo Saaris Album Reuna spielte er nicht nur Schlagzeug, sondern skratchte auch auf dem Turntable;, nur als DJ trat er mit der Band So So von Saxophonist Olli Ojajärvi und mit der Don Johnson Big Band auf, mit der verschiedene Einspielungen entstanden. Mit seiner eigenen Band Teddy Rok Seven trat er als DJ in Clubs und auf Festivals in Finnland, Estland und Schweden auf. Bei Pori Jazz wurde Mäkynen 2006 zum Künstler des Jahres gewählt. Mit der Sängerin Johanna Försti bildete er das Projekt Jo Stance, mit dem er auch auf Tournee ging.
2000 nahm Mäkynen zudem erstmals an Projekten des Nuspirit Helsinki Kollektivs teil. Zur Promotion des Albums Nuspirit Helsinki entstand eine größere Live-Gruppe (darunter er), die 2003 durch Europa tourte. Mäkynen war auch an vielen Remixen von Nuspirit Helsinki und vor allem in den Studio- und Liveversionen der All-Star-Band The Five Corners Quintet beteiligt, die sich am klassischen Groovejazz aus den 1950er und 1960er Jahren orientierte. Seitdem arbeitete Mäkynen auch in anderen Konstellationen mit dem Trompeter Jukka Eskola und mit dem Tenorsaxophonisten Timo Lassy zusammen, zuletzt im Duo.
Als Produzent war Mäkynen für drei Songs auf dem Album Turisti (EMI 2002) von Sami Saari verantwortlich. Auch produzierte er sein eigenes Album Universal Four mit der Teddy Rok Seven, aber auch Songs für das gleichnamige Album des Trompeters Jukka Eskola und das Album The Soul & Jazz of Timo Lassy von Timo Lassy (2007).
Mäkynen wurde in der Kritikerumfrage der Zeitschrift Jazzrytmit sechsmal zum besten Schlagzeuger gewählt und 2007 mit dem Yrjö-Preis der finnischen Jazzföderation ausgezeichnet.